# アラファ

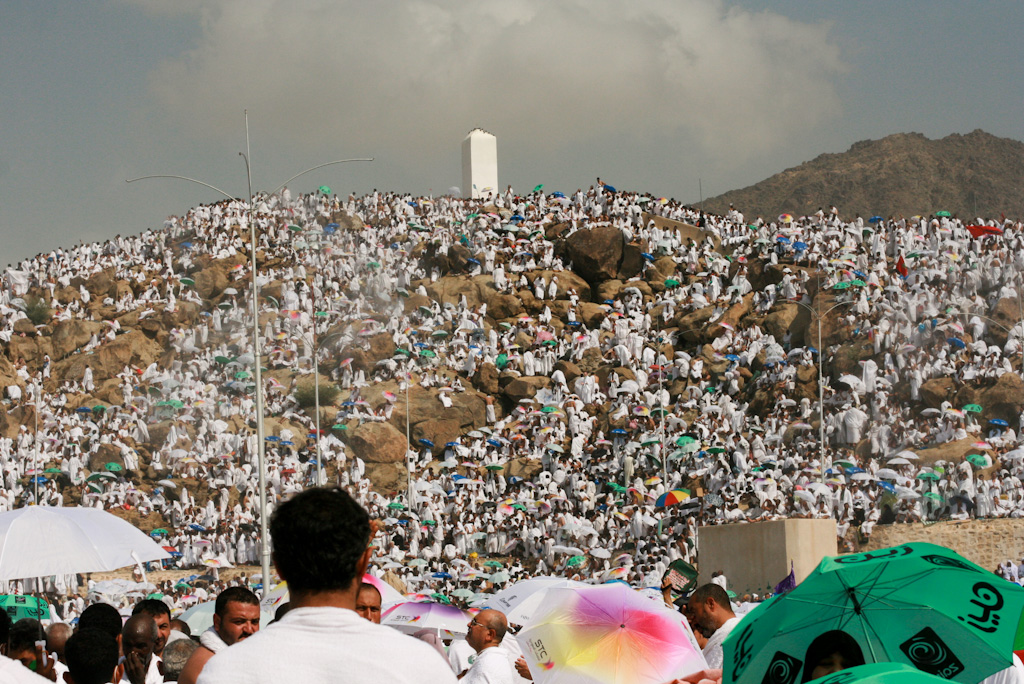
アラファト山を埋め尽くす巡礼者の列（2009年11月）

アラファの日（アラビア語: يوم عرفة, ラテン文字転写: Yawm ‘Arafah）は、ヒジュラ暦12番目の月であるズー・アル＝ヒッジャ9日目にあたるイスラーム教の祭日である。

## 慣習
カアバに向かうハッジの二日目であり、翌日はイード・アル＝アドハーの最初の日になる。この日の夜明けに、ムスリムの巡礼者はメッカの東20kmの位置するミナから近くのアラファト山とその丘の中腹にあるアラファ平原へと向かい、日没まで神に祈りを捧げる。アラファに赴かないムスリムもモスクやイマームの廟前で祈りを捧げる。預言者ムハンマドが632年に最後の有名な説教の一つを行ったのは、この場所からであった。 ムスリムは、宗教としてのイスラム教が完成したことを発表したクルアーンの詩の一節をこの日に明らかにしたとしている。
この日、巡礼者以外には断食が推奨される。この断食をすることによって本年とその前年の罪を神から赦される。預言者ムハンマドもアラファで神に祈りを捧げた際は断食を行わなかったために大きな苦行とされており、この日の断食は大きな祝福が与えられるとされている。